# Louisa, Virginia
Louisa är en stad (town) i Louisa County i delstaten Virginia, USA. Vid folkräkningen år 2000 bodde 1 401 personer på orten. Den har enligt United States Census Bureau en area på totalt 4,7 km², allt är land.